# 4598 Coradini
4598 Coradini este un asteroid din centura principală, descoperit pe 15 august 1985, de Edward Bowell.